# Aminoff

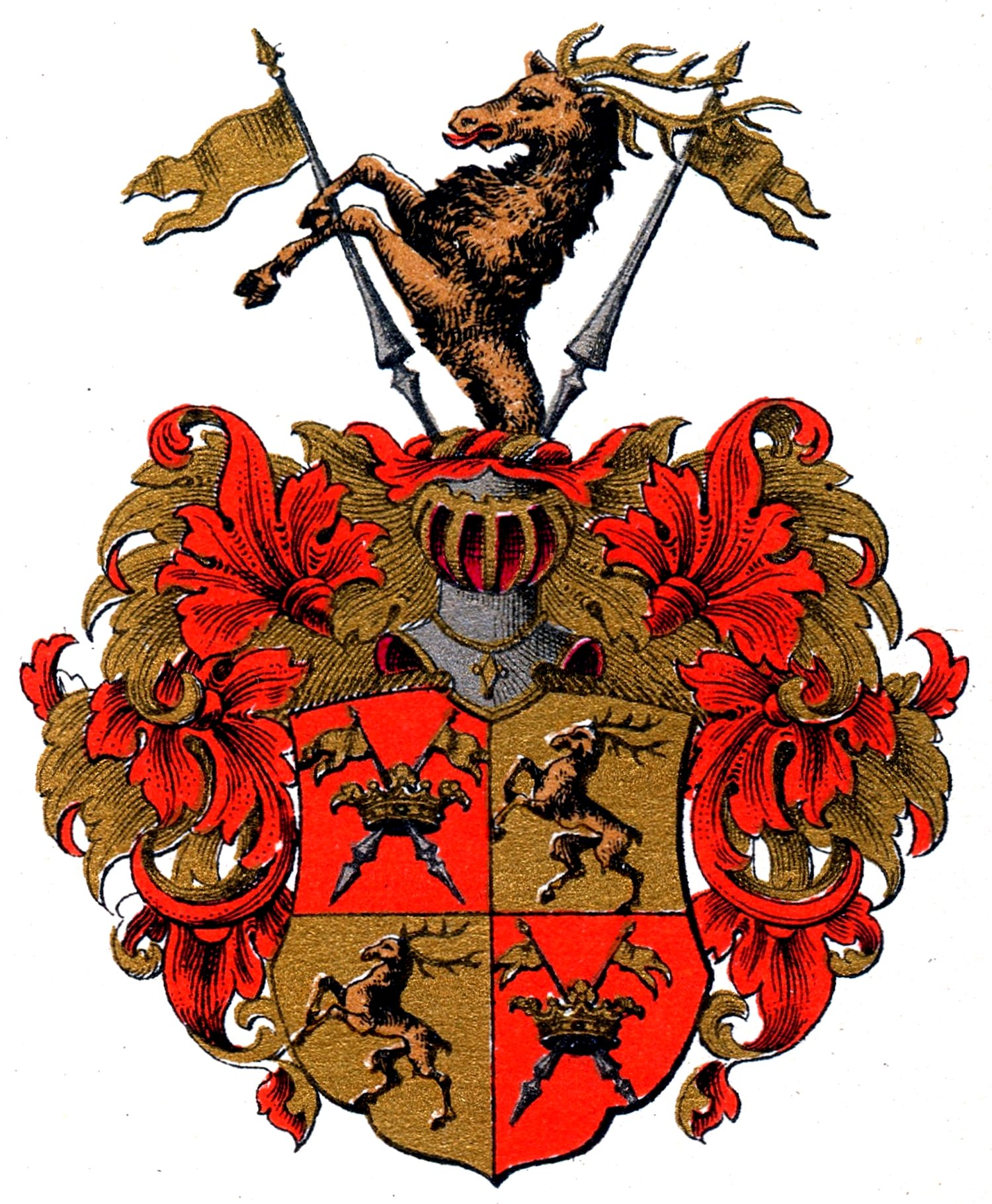
Het wapen van de adellijke familie Aminoff.

Aminoff is een Finse en Zweedse adellijke familie. De familie heeft staatslieden, officieren, wetenschappers, kunstenaars, landeigenaren, handelaren en industriële leiders voortgebracht. Aan de Aminoff-familie zijn de titels van graaf en baron verleend.

## Geschiedenis
De Aminoffs hebben als zekere stamvader Feodor die in 1628 overleed. Fjodor Aminev trad in 1612 in Zweedse dienst. Hij werd in 1618 tot lid van de Zweedse adel benoemd. De familie werd in 1650 geïntroduceerd in de Zweedse Riddarhuset met nummer 456. Koning Gustaaf IV Adolf van Zweden verhief generaal-majoor Johan Fredrik Aminoff tot baron in 1808.
Johan Fredrik Aminoff bleef in Finland wonen. Tsaar Alexander I maakte in 1809 van Finland een autonoom grootvorstendom binnen het Russische rijk. Alexander I bevestigde de baronstitel van Aminoff in 1812 en verleende hem de titel van graaf in 1819.
De Aminoff-familie werd in 1818 lid van het Finse Riddarhuus. De baronale tak van de familie werd datzelfde jaar aan het Riddarhuus toegevoegd. De grafelijke tak van de Aminoff-familie werd in 1821 lid van het Riddarhuus.